# 约什·布恩 (篮球运动员)
奥斯卡·约书亚·布恩（1984年11月21日—），生於美國馬利蘭州，已退役美國籃球運動員，司職中鋒，前NBA新澤西籃網球員在2006年參加NBA選秀以第23順位被新澤西籃網選中，在NBA效力新澤西籃網的四個球季有256場上陣紀錄當中又88場正選，為2017年東方龍獅奪得ABL總冠軍成員。

## 籃球生涯
布恩生於美國馬利蘭州，在2004年協助康涅狄格大學贏得NCAA冠軍，翌年成為NCAA最佳防守球員，到2006年被譽為當年選秀中最佳進攻籃板手的布恩，在NBA選秀會被新澤西籃網以第23順位選中，而他於在2006至10年間效力籃網共四個球季，上陣256場常規賽及12場季後賽，期間他有88場正選，當中以2007至08年球季場均8.2分搶得7.3個籃板，協助籃網晉身NBA季後賽，但是因長期都有無止盡的傷患及罸球較遜，而失去續約機會，開啟籃球浪人生涯。2010年10月布恩加盟中國男子籃球職業聯賽浙江金牛，2010-11賽季出賽35場，場均可貢獻16.7分、10.6籃板、1.71阻攻、1.02助攻、1抄截，2011-12賽季出賽30場，場均可挹注19分、12.2籃板、1.7阻攻、1.3助攻，2012年12月布恩被埃迪·库里頂替。
布恩曾當選CBA入樽王，其中再在俄羅斯VTB聯賽榮膺籃板王，到2016年，以傷兵替補球員身份加盟澳洲國家籃球聯賽球隊墨爾本聯隊，到2017年2月，加盟全港首支職業籃球隊東方龍獅，代替表現不俗的柏卓克·蘇利雲征戰東南亞職業籃球聯賽，而其代表作為於4月18日對新加坡騰飛之師，的季後賽總決賽第二回合，由於幾名重心球員，分別被球證2個技術犯規直接逐出場及五犯離場，而布恩在第三節中段雖然開始出現抽筋及拗柴，但他仍繼續比賽近乎打足全場，取得23分及16個籃板，協助東方擊敗對手，而他賽後獲選為賽事最佳球員，到季尾協助東方於5場3勝制的總決賽，以場數3–1首度參賽即奪得冠軍，到2017年4月28日，布恩回歸墨爾本聯隊。

## NBA職業生涯數據

### 常規賽
| 賽季     | 球隊       | GP  | GS | MPG  | FG%  | 3P%  | FT%  | RPG | APG | SPG | BPG | PPG |
| -------- | ---------- | --- | -- | ---- | ---- | ---- | ---- | --- | --- | --- | --- | --- |
| 2006–07  | 新澤西籃網 | 61  | 0  | 11.0 | .579 | .000 | .544 | 2.9 | .2  | .2  | .3  | 4.2 |
| 2007–08  | 新澤西籃網 | 70  | 53 | 25.3 | .548 | .000 | .456 | 7.3 | .8  | .5  | .9  | 8.2 |
| 2008–09  | 新澤西籃網 | 62  | 7  | 16.0 | .528 | .000 | .376 | 4.2 | .5  | .3  | .8  | 4.2 |
| 2009–10  | 新澤西籃網 | 63  | 28 | 16.6 | .525 | .000 | .328 | 5.0 | .5  | .5  | .8  | 4.0 |
| 職業生涯 |            | 256 | 88 | 17.5 | .544 | .000 | .445 | 4.9 | .5  | .4  | .7  | 5.2 |

### 季後赛
| 賽季     | 球隊       | GP | GS | MPG | FG%  | 3P%  | FT%  | RPG | APG | SPG | BPG | PPG |
| -------- | ---------- | -- | -- | --- | ---- | ---- | ---- | --- | --- | --- | --- | --- |
| 2007     | 新澤西籃網 | 12 | 0  | 9.8 | .500 | .000 | .500 | 1.6 | .3  | .1  | .2  | 3.0 |
| 職業生涯 |            | 12 | 0  | 9.8 | .500 | .000 | .500 | 1.6 | .3  | .1  | .2  | 3.0 |

## 外部連結
- 约什·布恩的X（前Twitter）
- 约什·布恩的Instagram帳戶
- 约什·布恩在fiba.basketball（英语）
- 约什·布恩在NBA官網（英语）
- 约什·布恩在NBA G聯盟官網（英语）
- 约什·布恩在TBLStat.net（英语）
- 约什·布恩在中国男子篮球职业联赛官網
- 约什·布恩在Basketball-Reference.com（NBA）（英语）
- 约什·布恩在Basketball-Reference.com（NBA G聯盟）（英语）
- 约什·布恩在Basketball-Reference.com（國際）（英语）
- 约什·布恩在Sports-Reference.com（NCAA）（英语）
- 约什·布恩在Eurobasket.com（球員）（英语）
- 约什·布恩在Proballers（英语）
- 约什·布恩在RealGM（英语）
- 约什·布恩在中国篮球数据库
- 约什·布恩在Flashscore（英语）